# Bahnhof Bludenz

Der Bahnhof Bludenz ist der Bahnhof der österreichischen Stadt Bludenz in Vorarlberg und liegt auf 558 m ü. A. Der Eisenbahnknoten verknüpft die Arlbergbahn mit der Bahnstrecke Lindau–Bludenz und der Bahnstrecke Bludenz–Schruns, der Gemeinschaftsbahnhof wird von den Österreichischen Bundesbahnen (ÖBB) und der privaten Montafonerbahn (MBS) zusammen betrieben.

## Lage
Die Anschrift des Bahnhofs lautet Bahnhofplatz 3. Die Trasse der Arlbergbahn liegt, wie die an Bludenz vorbeiströmende Ill sowie alle Hauptverkehrsachsen, in Nordwest-Südost-Richtung südwestlich der Stadt. Das Aufnahmsgebäude liegt auf der Nordostseite der Gleise, der Innenstadt zugewandt. Auf der gegenüberliegenden Seite (Südwesten) befindet sich der Güterbahnhof.

## Geschichte
Der Bludenzer Bahnhof wurde am 1. Juli 1872 von der privaten Vorarlberger Bahn als Endbahnhof der von Lindau kommenden Strecke eröffnet. Infolge der Eröffnung der Arlbergbahn am 21. September 1884 gewann er, nicht zuletzt durch den Schiebebetrieb auf der Gebirgsbahn, an Bedeutung und wurde zum Durchgangsbahnhof. Zudem war er vorübergehend Gemeinschaftsbahnhof mit den k.k. Staatsbahnen, bevor diese 1885 auch die Vorarlberger Bahn übernahmen. Die Situation des Gemeinschaftsbahnhofs ergab sich erneut ab dem 18. Dezember 1905, als der Eisenbahnknoten durch Eröffnung der Strecke nach Schruns komplettiert wurde. Gleichzeitig begann der elektrische Betrieb im Bahnhof, bevor Bludenz durch die Elektrifizierung der Arlbergbahn ab dem 14. Mai 1925 zum Systemwechselbahnhof wurde. Dieser Umstand bereitete der mit Gleichstrom betriebenen Montafonerbahn erhebliche betriebliche Probleme, weil ihre Triebfahrzeuge nicht mehr aus eigener Kraft in den Bahnhof einfahren konnten. So musste sich das Unternehmen fast 47 Jahre lang mit einer Zweikraftlokomotive, Hilfsverbrennungsmotoren an den Triebwagen und später auch reinen Verbrennungstriebwagen behelfen. Diese Situation bestand bis zum 6. März 1972, als die Montafonerbahn ihre Strecke auf den bei den ÖBB üblichen Wechselstrombetrieb umstellte.
In nordwestlicher Verlängerung des Güterbahnhofs entstand in den 1980er Jahren ein Containerterminal, dessen Betreiber im Auftrag der ÖBB arbeitet und auf den Transport und Umschlag von Flüssigkeiten und Staubgut in Containern spezialisiert ist.
Mit der Fertigstellung einer Verschubanlage am Bahnhof Ludesch für zwei dort ansässige, ein hohes Transportaufkommen verursachende Firmen im Jahr 2015 konnte der Güterbahnhof Bludenz, auf dem die Wagen für diese Betriebe bisher behandelt und abgestellt wurden, erheblich entlastet werden.
Am 1. September 2020 wurde die im südöstlichen Bahnhofsbereich neu errichtete Lehrwerkstätte, welche 101 Lehrlingen Platz bietet und die Vorgängereinrichtung in Feldkirch ersetzt, eröffnet.
Bis 2026 soll die Ausfahrt in Richtung Arlberg um 38 Millionen Euro zweigleisig ausgebaut und die trennende Wirkung der Arlbergbahn im Klosterbogen zwischen den dortigen Wohngebieten entschärft werden.

## Baukörper

### Bahngelände

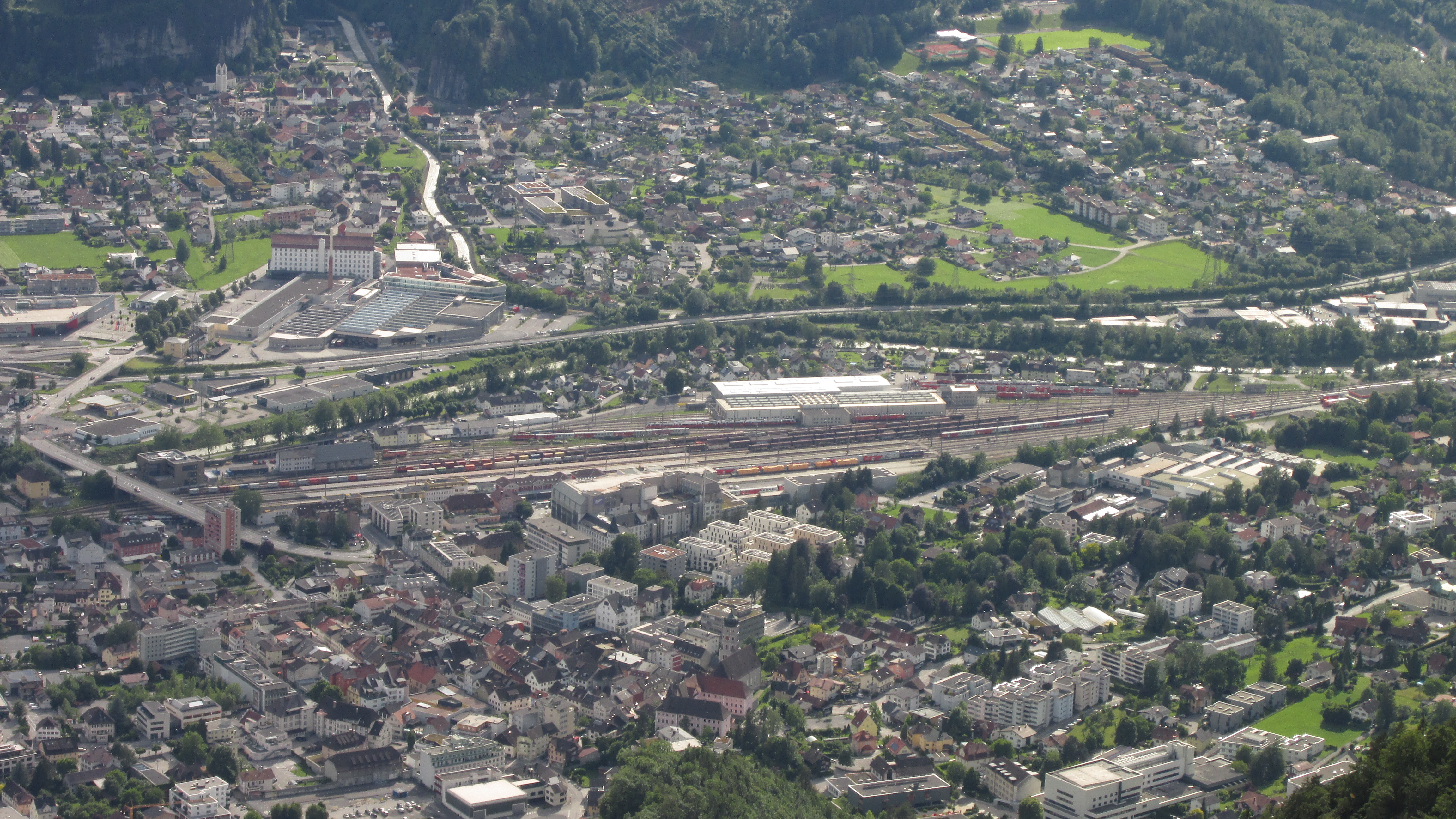
Blick von den Katzenköpfen (ca. 1450 m) auf den Bahnhof Bludenz.

Bludenz hat ungewöhnlich weitläufige Bahnanlagen. Das Bahngelände umfasst eine Fläche von etwa 200 ha. Für den Personenverkehr gibt es neben dem Hausbahnsteig zwei weitere Inselbahnsteige mit vier Gleisen. Deren nutzbare Länge beträgt etwa 465 m. Zusätzlich existieren von Nordwest und Südost je ein Stumpfgleis. Ein Durchfahrtgleis durchzieht die Mitte des Bahngeländes.

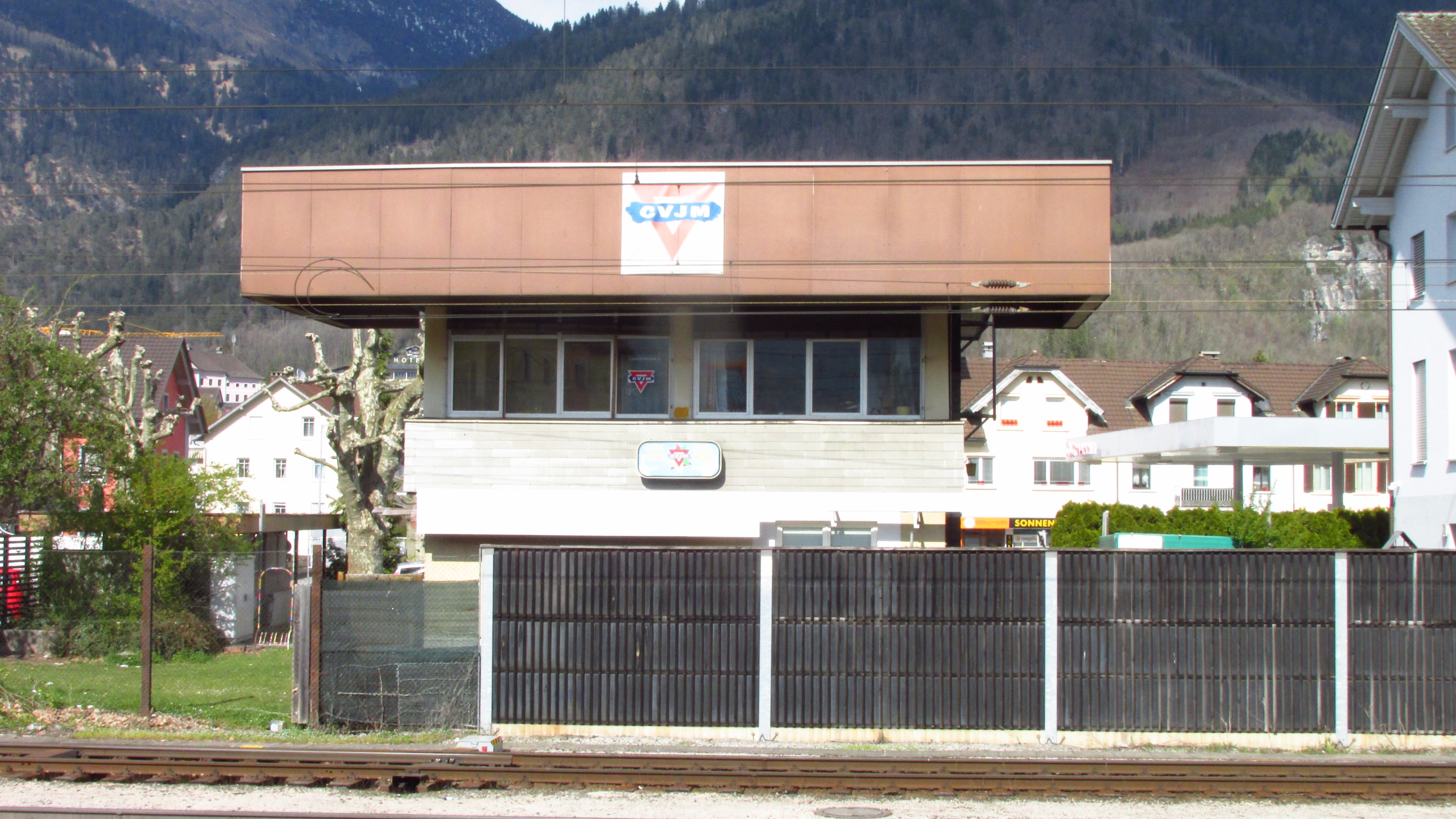
Stillgelegtes Stellwerk 1 im Bahnhof Bludenz (an der Hermann-Sander-Straße, wird jetzt vom CVJM genutzt)

Für den Güterverkehr sind acht Abstellgleise vorgesehen. In der Nordwestecke sind seit der Einführung eines zweiten Streckengleises, das erst 1995 fertiggestellt wurde, von Bregenz kommend mehrere Gleise für Lokomotiven und Triebwagen eingerichtet. Dort ist auch ein Tunnellöschzug stationiert. Südlich davon gibt es eine neue Zugförderung mit zehn Gleisen.

### Aufnahmsgebäude

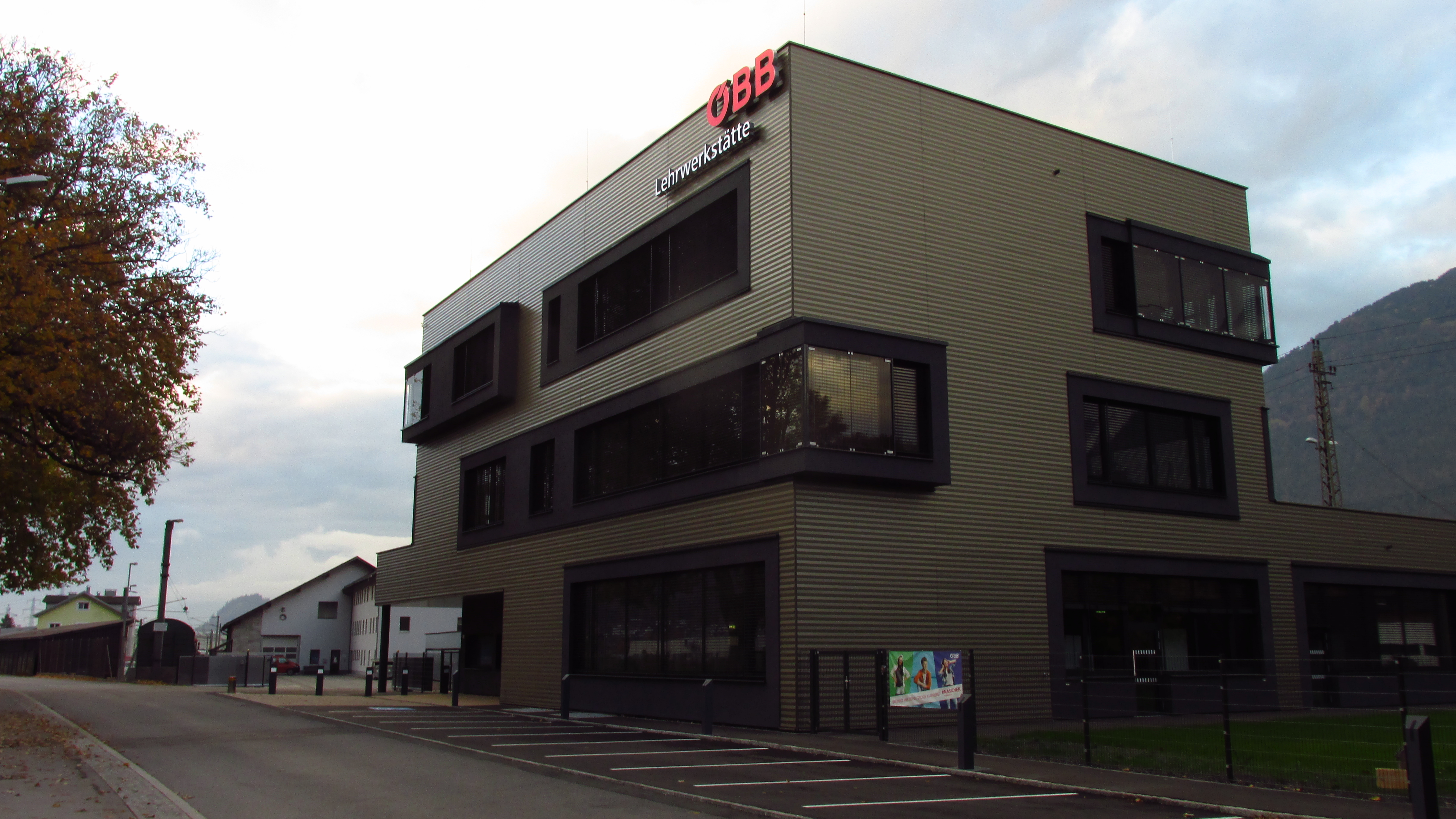
Die neue Lehrwerkstatt

Das heutige Aufnahmsgebäude geht in seiner Grundsubstanz auf 1872 zurück. Damals bestand es, ähnlich, wie das ursprüngliche Pendant des Bahnhofs Dornbirn, aus einem eingeschoßigen, parallel zur Gleistrasse liegenden Gebäude mit einem in der Mitte aufgesetzten, querachsigen Obergeschoß. Mit der Eröffnung der Arlbergbahn gewann der Bahnhof an Bedeutung, es wurde später auf seiner gesamten Grundfläche aufgestockt. Später wurde das mittlere Quergebäude mit einem Satteldach versehen. Die drei Quergebäude stehen traufseitig nebeneinander. Nach 1985 entstanden die jetzigen Walmdachformen, ebenso wurde das Dach eines nordwestlichen Anbaus der Form der drei Dächer auf den Quergebäuden, die auf der Grundfläche des Baues von 1872 stehen, angepasst. Das Gebäude erhielt 2015 seinen jetzigen Anstrich im Farbton "ÖBB-Rot".
In dem Gebäude befinden sich außer den bahnhofstypischen Einrichtungen, wie die Fahrdienstleitung und Räumen für das Verschubpersonal, auch Büros und eine Kantine für Bahnmitarbeiter. In der kleinen Wartehalle befinden sich drei Schalter, an denen gemeinsam mit dem ÖBB-Fahrkartenverkauf der „Mobilpunkt Bludenz“, ein Kundenbüro des Verkehrsverbundes Vorarlberg, eingerichtet ist.

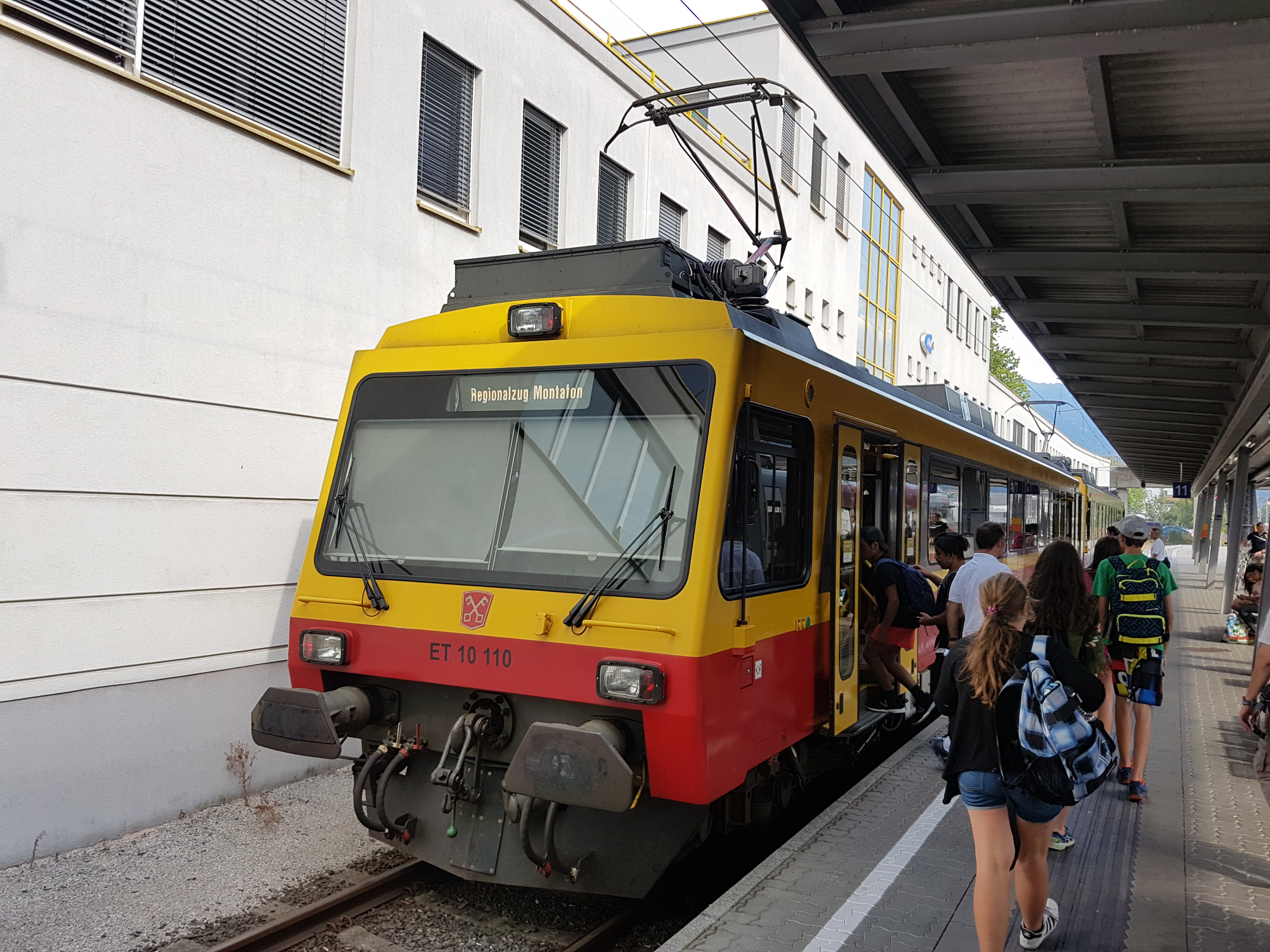
Das bis 2020 meist von der Montafonerbahn genutzte Stumpfgleis des Bahnsteigs 11 an der Rückseite des Rätikon-Centers.

In der Länge dieses Quergebäudes befindet sich zwischen Hausbahnsteig und Vorplatz eine großzügige Stahl- / Glaskonstruktion jüngeren Datums, welche den Haupteingang und die Treppen zur Bahnsteigunterführung überdacht, sowie einen Aufzug enthält.
Südöstlich der Überdachung schließt sich das „Rätikoncenter“, ein langgestreckter, zwei- bis dreistöckiger Bau aus den 1990er Jahren, an. Dieses steht ebenfalls zwischen dem Hausbahnsteig und dem Bahnhofsvorplatz. In seinem südöstlichen Teil weist es wegen des Stumpfgleises von Bahnsteig 11 eine geringe Tiefe auf. Es beherbergt u. a. eine Drogerie, eine Trafik, einen Backshop mit SB-Café, Arztpraxen, das AMS und seit Sommer 2018 auch ein chinesisches Restaurant.
Nordwestlich des Aufnahmsgebäudes schließen sich weitere Bauten zur Unterbringung von bahntechnischen Einrichtungen, Büros etc. an.
Alle vier Abschnitte zusammen bilden eine geschlossene, ca. 300 m lange Gebäudefront zwischen Hausbahnsteig und Bahnhofsvorplatz, welche neben dem Haupteingang zwei weitere Durchgänge zwischen Hausbahnsteig und Bahnhofsvorplatz bietet.
Der Bahnsteigtunnel unterquert das komplette Bahngelände und ermöglicht den Zugang zum Stadtteil Mokry sowie zum Illufer.

## Umgebung
Nach zwölfjähriger Diskussion hat der Bludenzer Stadtrat am 26. September 2008 die Umgestaltung des Bahnhofsvorplatzes beschlossen. Dabei sollen, mit einer umfangreichen Verlegung der direkt vor dem Aufnahmsgebäude verlaufenden Landesstraße 190 verbunden, der Durchgangs- und der motorisierte Individualverkehr weitgehend von dort verschwinden. In einem ersten Schritt wurden gegenüber dem Rätikoncenter zwei neue Gebäude der Arbeiterkammer errichtet.

## Verkehr

### Bahn
Der Bahnhof wird von Fern- und Regionalverkehrszügen bedient. Im Zweistundentakt verkehrten bis 2015 Railjet-Züge Wien Westbahnhof – Feldkirch, die weiter nach Bregenz oder Zürich HB durchgebunden wurden. Seitdem verkehren im fast durchgehenden Stundentakt Railjet-Züge aus Wien bis Feldkirch, von wo sie entweder nach Zürich oder Bregenz weitergeführt werden. Außerdem gibt es täglich ein Railjet-Zugpaar von Zürich nach Budapest-Keleti. Dazu kommen noch ein InterCity-Zugpaar nach Dortmund und Innsbruck, sowie der zwischen Zürich und Graz verkehrende „Transalpin“. Nachtzüge verkehren nach Zürich, Bregenz, Wien, Budapest, Graz, Zagreb und Belgrad. Dazu gibt es täglich einen Nachtzug-Kurswagen nach Prag.
Im Regionalverkehr fahren Regionalexpress-Züge Richtung Lindau und Schruns, zudem haben hier die S1 (Bludenz–Lindau, ÖBB) und die S4 (Bludenz–Schruns, MBS) der S-Bahn Vorarlberg ihren Ausgangspunkt.
| Zuggattung/Linie | Verlauf | Takt                                                    |
| ---------------- | --- | ------------------------------------------------------- |
| ICE 32           | (Dortmund → Hagen → Wuppertal → Solingen) / (Münster ← Recklinghausen ← Wanne-Eickel ← Gelsenkirchen ← Duisburg ← Düsseldorf) – Köln Messe/Deutz – Siegburg/Bonn – Montabaur – Wiesbaden – Mainz – Mannheim – Heidelberg – Stuttgart – Ulm – Biberach – Ravensburg – Friedrichshafen – Lindau-Reutin – Bregenz – (Riedenburg ←) Dornbirn – (Hohenems ← Rankweil ←) Feldkirch – Bludenz – Langen – St. Anton – Landeck-Zams – Ötztal – Innsbruck | Ein Zugpaar (ICE 118/119) täglich                       |
| Railjet          | (Budapest / Bratislava / Flughafen Wien) – Wien – Wien Meidling – St. Pölten – Linz – Salzburg – Kufstein – Wörgl – Innsbruck – Ötztal – Landeck-Zams – St. Anton am Arlberg – Bludenz – Feldkirch – Buchs SG – Sargans – Zürich | 120 Minuten                                             |
| Railjet          | (Flughafen Wien –) Wien – Wien Meidling – St. Pölten – Linz – Salzburg – Wörgl – Jenbach – Innsbruck – Imst-Pitztal – Landeck-Zams – Langen am Arlberg – Bludenz – Feldkirch – Dornbirn – Bregenz (– Frankfurt Hauptbahnhof) | 120 Minuten                                             |
| Railjet          | München Hbf – München Ost – Rosenheim – Kufstein – Wörgl – Jenbach – Innsbruck – Telfs-Pfaffenhofen – Ötztal – Imst-Pitztal – Landeck-Zams – St. Anton am Arlberg – Langen am Arlberg – Bludenz – Feldkirch | Ein Zugpaar pro Woche (saisonal)                        |
| ÖBB Nightjet     | Wien – Wien Meidling – St. Pölten – Amstetten – (St. Valentin –) Linz – Wels – Attnang-Puchheim – Vöcklabruck – Salzburg – Innsbruck – Ötztal – Imst-Pitztal – Landeck-Zams – St. Anton am Arlberg – Langen am Arlberg – Bludenz – Feldkirch – Rankweil – Götzis – Hohenems – Dornbirn – Bregenz | Ein Zugpaar täglich                                     |
| ÖBB Nightjet     | Wien – Wien Meidling – St. Pölten – Amstetten – Linz – Wels – Attnang-Puchheim – Salzburg – Innsbruck – Landeck-Zams – Bludenz – Feldkirch – Buchs SG – Sargans – Zürich mit EuroNight-Kurswagen Budapest – Zürich | Ein Zugpaar täglich                                     |
| ÖBB Nightjet     | Graz – Bruck an der Mur – Leoben – St. Michael – Selzthal – Liezen – Stainach-Irdning – Schladming – Bischofshofen – Schwarzach-St. Veit – Innsbruck – Landeck-Zams – St. Anton am Arlberg – Langen am Arlberg – Bludenz – Feldkirch – Buchs SG – Sargans – Zürich mit EuroNight-Kurswagen Zagreb – Zürich | Ein Zugpaar täglich                                     |
| EuroCity         | Graz – Leoben – St. Michael – Selzthal – Liezen – Stainach-Irdning – Schladming – Radstadt – Bischofshofen – St. Johann im Pongau – Schwarzach-St. Veit – Zell am See – Saalfelden – St. Johann in Tirol – Kitzbühel – Kirchberg in Tirol – Wörgl – Jenbach – Innsbruck – Ötztal – Landeck-Zams – St. Anton am Arlberg – Bludenz – Feldkirch – Buchs SG – Sargans – Zürich                                                                      | Ein Zugpaar täglich                                     |
| Westbahn         | Wien Westbahnhof – Wien Hütteldorf – St. Pölten – Amstetten – Linz – Wels – Attnang-Puchheim – Vöcklabruck – Salzburg – Kufstein – Wörgl – Jenbach – Innsbruck Hauptbahnhof – Innsbruck Westbahnhof – Imst-Pitztal – Landeck-Zams – St. Anton am Arlberg – Bludenz – Frastanz – Feldkirch – Rankweil – Götzis – Altach – Hohenems – Dornbirn – Riedenburg – Bregenz (– Lindau-Reutin – Lindau-Insel)                                            | Zwei Zugpaare täglich                                   |
| REX 1            | Lindau-Insel – Lindau-Reutin – Lochau-Hörbranz – Bregenz Hafen – Bregenz – Riedenburg – Dornbirn – Hohenems – Götzis – Rankweil – Feldkirch – Frastanz – Nenzing – Bludenz | 30 Minuten (außer bei Überschneidung mit einem Railjet) |
| S 1 R 1          | (Lindau-Insel – Lindau-Reutin – Lochau-Hörbranz –) Bregenz Hafen – Bregenz – Riedenburg – Lauterach – Wolfurt – Schwarzach – Haselstauden – Dornbirn – Dornbirn-Schoren – Hatlerdorf – Hohenems – Altach – Götzis – Klaus in Vorarlberg – Sulz-Röthis – Rankweil – Feldkirch Amberg – Feldkirch – Frastanz – Schlins-Beschling – Nenzing – Ludesch – Nüziders – Bludenz                                                                         | 30 Minuten (an Wochenendnächten 60 Minuten)             |
| S 4              | Bludenz – Bludenz-Moos – Brunnenfeld-Stallehr – Lorüns – St. Anton im Montafon – Vandans – Kaltenbrunnen-Gantschier – Tschagguns – Schruns | 30 Minuten (abends 60 Minuten)                          |

Stand: Dezember 2024

### Bus
Der Bahnhof Bludenz wird von folgenden Buslinien bedient:
| Linie (ab Dez. 2022) | Linie (bis Nov. 2022) | Von     | Nach                                                                     |
| -------------------- | --------------------- | ------- | ------------------------------------------------------------------------ |
| 501                  | 1                     | –       | Krankenhaus – Südtiroler Siedlung – Obdorf                               |
| 502                  | 2                     | –       | Spritzerbau – Brunnenfeld – Beim Kreuz                                   |
| 503                  | 3                     | –       | Stadion – Rungelin                                                       |
| 504                  | –                     | Val Blu | Bürs                                                                     |
| 522                  | 72b                   | Bürs    | Nenzing – Beschling – Nenzing – Bludenz – Bürs                           |
| 530                  | 73                    | –       | Schlins – Satteins – Feldkirch                                           |
| 560                  | 76                    | –       | Ludesch – Thüringen – Bludesch – Nenzing – Schlins                       |
| 580                  | 81                    | –       | Bürs – Bürserberg – Brand – (Lünerseebahn nur Mai bis Oktober)           |
| 720                  | 90                    | –       | Braz – Dalaas – Wald am Arlberg – Klösterle – Langen am Arlberg – Stuben |

Die Haltestellen für die Stadtbuslinien befinden sich vor dem Rätikoncenter, die für die Landbuslinien vor dem historischen Aufnahmsgebäude.

### Taxi
Der Taxistand befindet sich gegenüber dem historischen Aufnahmsgebäude.